# Großenviecht

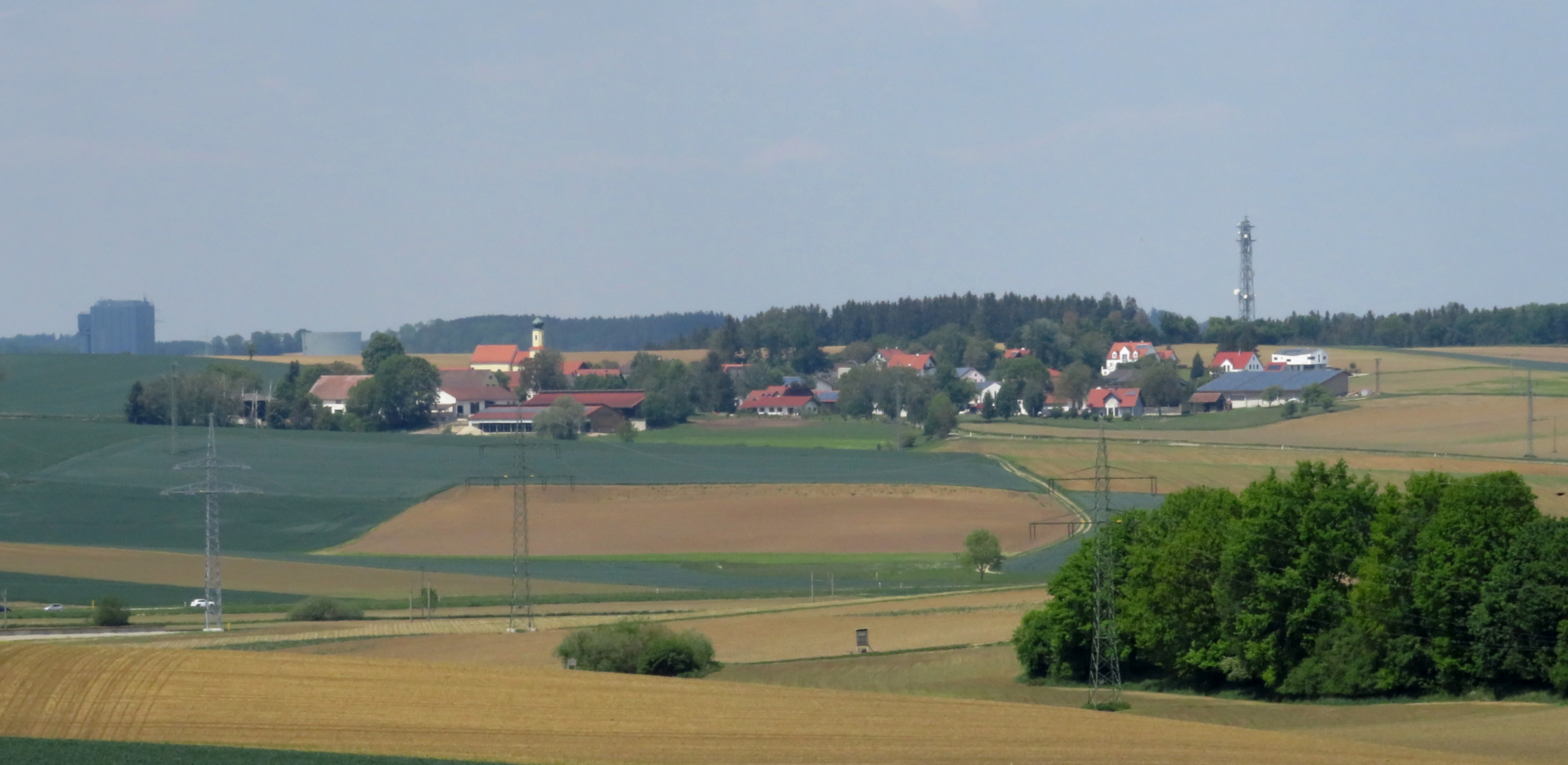
Ortsansicht von Großenviecht

Großenviecht ist ein Gemeindeteil der Gemeinde Langenbach im oberbayerischen Landkreis Freising in Bayern.

## Lage
Das Kirchdorf liegt knapp einen Kilometer nordwestlich der Staatsstraße 2350, mit der es zum Hauptort und mit Freising verbunden ist.

## Kirche
Die Kirche St. Stephanus, Filialkirche der Pfarrei St. Martin in Marzling, wurde ab 1730 gebaut. Baumeister war wohl Johann Lorenz Hirschstötter. Der 26,8 m hohe Turm wurde nach einer Bauunterbrechung erst 1859 fertiggestellt.